# Tadami-gawa
La rivière Tadami (只見川, Tadami-gawa) est un cours d'eau du Japon long de 145 km dont le bassin versant, d'une superficie de 2 260 km2, s'étend sur les trois préfectures de Fukushima, Gunma et Niigata. À Kitakata, dans la préfecture de Fukushima, elle rejoint le fleuve Agano.
De nombreux barrages hydroélectriques, notamment celui d'Okutadami, exploitent le fort courant de cette rivière pour produire de l'électricité.